# Championnat de Géorgie de football 1998-1999
Navigation
Saison précédente Saison suivante
La saison 1998-1999 du Championnat de Géorgie de football était la 10e édition de la première division géorgienne. Le championnat, appelé Umaglesi Liga, regroupe les seize meilleurs clubs géorgiens au sein d'une poule unique où les équipes se rencontrent deux fois dans la saison, à domicile et à l'extérieur. En fin de saison, les 3 derniers du classement sont relégués et remplacés par les trois meilleurs clubs de deuxième division. Quant aux 13e et 14e, ils disputent un barrage de promotion-relégation face aux 4 premiers clubs de D2.
Le club du FC Dinamo Tbilissi, tenant du titre depuis 9 saisons, remporte à nouveau le championnat, avec 10 points d'avance sur le Torpedo Koutaïssi et 13 sur le Lokomotiv Tbilissi. C'est donc le 10e titre -consécutif- de champion de Géorgie de l'histoire du club.

## Les 16 clubs participants
| - FC Dinamo Tbilissi - Guria Lanchkhuti - Metalurg Rustavi - Kolkheti 1913 Poti - Torpedo Koutaïssi - Dinamo Batoum - Dinamo Zugdidi - Lokomotiv Tbilissi | - FC Merani Tbilissi - Sioni Bolnissi - Dila Gori - WIT Georgia Tbilissi - Samgurali Tskhaltubo - Shevardeni Tbilissi - Arsenal Tbilissi - Promu de Pirveli Liga - Iberia Samtredia - Promu de Pirveli Liga |

## Compétition

### Classement
Le barème de points servant à établir tous les classements se décompose ainsi :
- Victoire : 3 points
- Match nul : 1 point
- Défaite : 0 point

| Rang | Équipe                 | Pts | J  | G  | N  | P  | Bp | Bc | Diff |
| ---- | ---------------------- | --- | -- | -- | -- | -- | -- | -- | ---- |
| 1    | FC Dinamo Tbilissi (T) | 77  | 30 | 24 | 5  | 1  | 91 | 17 | +74  |
| 2    | Torpedo Koutaïssi (C)  | 67  | 30 | 21 | 4  | 5  | 73 | 27 | +46  |
| 3    | Lokomotiv Tbilissi     | 64  | 30 | 18 | 10 | 2  | 43 | 14 | +29  |
| 4    | Kolkheti 1913 Poti     | 52  | 30 | 15 | 7  | 8  | 57 | 36 | +21  |
| 5    | Dinamo Batoum          | 50  | 30 | 13 | 11 | 6  | 49 | 22 | +27  |
| 6    | FC Merani Tbilissi     | 45  | 30 | 12 | 9  | 9  | 37 | 29 | +8   |
| 7    | WIT Georgia Tbilissi   | 44  | 30 | 14 | 5  | 11 | 42 | 29 | +13  |
| 8    | Iberia Samtredia (P)   | 38  | 30 | 11 | 5  | 14 | 45 | 48 | -3   |
| 9    | Arsenali Tbilissi (P)  | 38  | 30 | 9  | 11 | 10 | 34 | 44 | -10  |
| 10   | Dila Gori              | 35  | 30 | 10 | 5  | 15 | 37 | 54 | -17  |
| 11   | Samgurali Tskhaltubo   | 33  | 30 | 10 | 3  | 17 | 32 | 57 | -25  |
| 12   | Gorda Rustavi          | 32  | 30 | 7  | 11 | 12 | 28 | 46 | -18  |
| 13   | Sioni Bolnissi         | 28  | 30 | 7  | 7  | 16 | 27 | 52 | -25  |
| 14   | TSU Tbilissi           | 27  | 30 | 6  | 9  | 15 | 28 | 46 | -18  |
| 15   | Odishi Zugdidi         | 20  | 30 | 6  | 2  | 22 | 21 | 70 | -49  |
| 16   | Guria Lanchkhuti       | 13  | 30 | 3  | 4  | 23 | 34 | 87 | -53  |

|  | Qualification pour la Ligue de champions 1999-2000                                       |
|  | Qualification pour la Coupe UEFA 1999-2000                                               |
|  | Qualification pour la Coupe Intertoto 1999                                               |
|  | Participation au barrage de promotion-relégation                                         |
|  | Relégation directe en deuxième division                                                  |
|  | (T) : Tenant du titre (C) : Vainqueur de la Coupe de Géorgie (P) : Promu de Pirveli Liga |

### Matchs

#### Barrage de promotion-relégation
Les 6 clubs concernés (13e et 14e de D1 ainsi que les 4 meilleurs clubs de D2) se retrouvent pour le barrage de promotion-relégation qui va permettre à 4 d'entre eux de se maintenir ou d'être promu parmi l'élite. Le barrage est organisé sous forme de match simple.
Premier tour : les vainqueurs accèdent à la D1.
| Équipe 1                  | Résultat  | Équipe 2                    |
| ------------------------- | --------- | --------------------------- |
| FC Dinamo Tbilissi 2 (D2) | 1 - 1 4-2 | Gortskali Dzveli Anaga (D2) |
| Kolkheti Kobi (D2)        | 1 - 0     | Sulori Vani (D2)            |
| Sioni Bolnissi (D1)       | 2 - 0     | TSU Tbilissi (D1)           |

Deuxième tour : le vainqueur accède au 3e tour.
| Équipe 1               | Résultat | Équipe 2    |
| ---------------------- | -------- | ----------- |
| Gortskali Dzveli Anaga | 2 - 0    | Sulori Vani |

Troisième tour : le vainqueur accède à la D1.
| Équipe 1          | Résultat | Équipe 2                    |
| ----------------- | -------- | --------------------------- |
| TSU Tbilissi (D1) | 3 - 0    | Gortskali Dzveli Anaga (D2) |

## Bilan de la saison
| Championnat de Géorgie de football 1998-1999           |                                |
| Champion                                               | FC Dinamo Tbilissi (10e titre) |
| Coupes et trophées                                     |                                |
| Vainqueur de la Coupe de Géorgie 1998-1999             | Torpedo Koutaïssi              |
| Vainqueur de la Supercoupe de Géorgie                  | FC Dinamo Tbilissi             |
| Qualifications continentales                           |                                |
| Ligue des champions 1999-2000 2e tour de qualification | FC Dinamo Tbilissi             |
| Coupe UEFA 1999-2000                                   | Lokomotiv Tbilissi             |
| Coupe UEFA 1999-2000                                   | Torpedo Koutaïssi              |
| Coupe Intertoto 1999                                   | Kolkheti 1913 Poti             |
| Promotions et relégations                              |                                |
| Promus en Umaglesi Liga                                | Kolkheti Khobi                 |
| Promus en Umaglesi Liga                                | FC Tbilissi                    |
| Relégués en Pirveli Liga                               | Odishi Zugdidi                 |
| Relégués en Pirveli Liga                               | Guria Lanchkhuti               |